# مشروع الإمارات لاستكشاف القمر
مشروع الإمارات لاستكشاف القمر هو أول مهمة إلى القمر من قبل الإمارات العربية المتحدة. من المخطط اطلاق المهمة في 2022.